# Complexe pénitentiaire Alexander Maconochie
 (juillet 2022).
Si vous disposez d'ouvrages ou d'articles de référence ou si vous connaissez des sites web de qualité traitant du thème abordé ici, merci de compléter l'article en donnant les références utiles à sa vérifiabilité et en les liant à la section « Notes et références ».
Le complexe pénitentiaire Alexander Maconochie est une nouvelle prison et un centre de détention provisoire inauguré le 11 septembre 2008 et est situé sur la Monaro Highway dans le district de Hume dans le Territoire de la capitale australienne en Australie. 
Le centre peut accueillir 300 prisonniers des deux sexes et est conçu comme une installation multirôle remplaçant le centre de détention provisoire de Belconnen et fournissant des installations pour les prisonniers qui se trouvaient auparavant dans les prisons de  Nouvelle-Galles du Sud. La prison est conforme à tous les niveaux de sécurité et est conçue pour être gérée conformément aux Normes des Nations-Unies pour les droits de l'homme. 
Le nouvel établissement a fait l'objet d'importantes controverses tant par son coût initial élevé que par les dépassements auxquels il est arrivé. Le principal argument de la part des promoteurs de l'ouvrage pour justifier la construction du complexe était qu'il permettrait d'économiser les millions de dollars que, chaque année, le Territoire doit payer pour ses prisonniers détenus en Nouvelle-Galles du Sud. Si l'on se base sur un coût d'environ 60 000 dollars australiens par an et par prisonnier envoyé dans les prisons des autres États, le centre sera remboursé en quinze ans. Toutefois, la récente augmentation des coûts de construction et d'exploitation de la prison ont sans aucun doute allongé le temps qu'il faudra pour amortir l'établissement. 
L'autre grande controverse est le doute sur l'opportunité ou non pour le Territoire, avec une population d'un peu plus de 320 000 habitants d'avoir une telle prison. Si la prison avait été mise en service au début de 2007, elle ne serait utilisée qu'au quart de ses capacités. Si l'on tient compte des dépenses de personnel et de fonctionnement, certains doutent que le futur établissement revienne moins cher qu'un accord avec le gouvernement de Nouvelle-Galles du Sud.